# Curug Sangereng
Curug Sangereng is een bestuurslaag in het regentschap Tangerang van de provincie Banten, Indonesië. Curug Sangereng telt 12.286 inwoners (volkstelling 2010).